# Flaga Lesotho
Flaga Lesotho – jeden z symboli narodowych Lesotho.

## Opis
Flaga została przyjęta 4 października 2006. Przedstawia trzy poziome pasy: błękitny, biały i zielony. Na białym pasie przedstawiony jest tradycyjny kapelusz ludu Basotho w kolorze czarnym.
Flaga została przyjęta z okazji 40 rocznicy uzyskania niepodległości przez Lesotho, ma ona reprezentować pokojową orientację tego państwa. Barwy flagi Lesotho mają następującą symbolikę:
- biel – symbolizuje pokój,
- błękit – deszcz,
- zieleń – szczęście, dobrobyt, rolnictwo.

Poprzednia flaga, obowiązująca w latach 1987-2006, przedstawiała również te same barwy (choć inne odcienie), ale w postaci ukośnych pasów i w innej kolejności. W białym polu widniały wówczas typowa dla ludu Basotho tarcza i broń (włócznia assegai i maczuga knobkerrie). Symbolizowały one patriotyzm i gotowość do obrony.

## Historyczne warianty flagi

### Sztandary osób rządzących

Flaga komisarza Basutolandu z lat 1951–1966
Flaga króla z lat 1966–1987
Flaga króla z lat 1987–2006

### Flagi narodowe

Nieoficjalna flaga Basutolandu z lat 1951–1966
Flaga z lat 1966–1987
Flaga z lat 1987–2006